# Thân Lợi
Thân Lợi (chữ Hán: 申利; ?-1141 hoặc 1139) là thủ lĩnh cầm đầu một cuộc nổi dậy chống lại triều đình nhà Lý thời Lý Anh Tông trong lịch sử Việt Nam.

## Thân thế
Theo Đại Việt sử ký toàn thư, Thân Lợi vốn là thày bói. Ông tự xưng là con của vua Lý Nhân Tông.
Sử gia Ngô Thì Sĩ thời Lê trung hưng dẫn lời Quảng Tây suý ty nhà Nam Tống tâu lên vua Tống rằng vua Lý Nhân Tông có người con của cung thiếp sinh ra, nhưng Nhân Tông không nhận, mà lập cháu là Dương Hoán làm người kế vị. Khi Dương Hoán lên ngôi (Lý Thần Tông), người con ấy chạy sang nước Đại Lý, đổi họ là Triệu, tên là Trí Chi, tự xưng là Nam Bình Vương. Năm 1139, Thần Tông mất, Triệu Trí Chi bèn trở về tranh ngôi với Anh Tông, xin mượn quân của nhà Tống. Quan tỉnh Quảng Tây đem việc ấy tâu lên, vua Tống từ chối. Ngô Thì Sĩ căn cứ vào hành trạng của cả Thân Lợi và Triệu Chí Tri phỏng đoán rằng Triệu Trí Chi và Thân Lợi chỉ là một người, khi trần tình để xin viện binh của nhà Tống thì nói dối là con Nhân Tông để lừa nhà Tống.

## Đánh bại quân nhà Lý
Năm 1138, Lý Thần Tông qua đời khi còn trẻ, thái tử Thiên Tộ mới lên 3 tuổi nối ngôi, tức là Lý Anh Tông. Nhân lúc vua Lý còn nhỏ, triều đình do Lê thái hậu và ngoại thích chấp chính, năm 1140, Thân Lợi mang thuộc hạ theo đường thủy đến châu Thái Nguyên, từ châu Tây Nông kéo ra, qua châu Lục Lệnh, vào chiếm châu Thượng Nguyên và châu Hạ Nông, thu nạp những người trốn tránh, chiêu mộ thổ binh, cùng mưu khởi binh chống Lý Anh Tông. Sử sách ghi nhận thuộc hạ của ông có hơn 800 người.
Tháng giêng năm 1141, Thân Lợi tự xưng là Bình Vương. Ông lập vợ cả, vợ lẽ làm hoàng hậu và phu nhân, phong con làm vương hầu, cho thuộc hạ quan tước theo thứ bậc khác nhau. Lúc đó lực lượng của Thân Lợi có hơn 1000 người. Những người nổi dậy đi đến đâu nói phao là Thân Lợi giỏi dùng binh để uy hiếp người dân ở miền biên giới. Người các khe động dọc biên giới đều khiếp sợ, không dám chống lại ông.
Tháng 2 năm 1140, quan trấn giữ biên giới của nhà Lý dâng thư cáo cấp về triều đình. Triều đình ban chiếu sai Gián nghị đại phu Lưu Vũ Xứng đem quân đi đường bộ, Thái phó Hứa Viêm đem quân ngược đường thủy để tiến đánh Thân Lợi. Lưu Vũ Xứng sai tướng tiên phong là Thị vệ đô Tô Tiệm và Chủ đô trại Tuyên Minh là Trần Thiềm đem quân đi trước, đóng ở sông Bác Đà. Vừa lúc đó thủy quân của Thân Lợi tiến đến, hai bên cùng giao chiến. Thân Lợi đánh bại và giết chết Tô Tiệm tại trận.
Tuy thắng trận, Thân Lợi vẫn lui về giữ châu Thượng Nguyên, đắp đồn ải ở huyện Bác Nhự để chống lại quân nhà Lý. Nghe tin tướng nhà Lý là Lưu Vũ Xứng đánh hạ được ải Bác Nhự, tiến đến Bồ Đinh, Thân Lợi lại mang thủy quân ra giao chiến, đánh nhau với quân triều đình một trận lớn. Ông lại đại thắng Lưu Vũ Xứng, giết chết quá nửa quân triều đình. Lưu Vũ Xứng đại bại mang tàn quân rút về kinh thành Thăng Long.
Tháng 4 năm 1140, Thân Lợi ra chiếm châu Tây Nông, sai người ở các châu Thượng Nguyên Tuyên Hóa, Cảm Hóa, Vĩnh Thông, đánh lấy phủ Phú Lương. Thân Lợi chiếm giữ phủ trị, ngày đêm tập hợp lực lượng mưu đánh vào kinh thành Thăng Long.

## Thất bại
Triều đình nhà Lý cử ngoại thích là thái úy Đỗ Anh Vũ đem quân đi đánh Thân Lợi.
Tháng 5 năm 1141, Thân Lợi kéo quân về đánh Thăng Long, đóng ở Quảng Dịch, gặp quân của Đỗ Anh Vũ. Hai bên giao chiến một trận lớn. Thân Lợi bại trận, quân của ông bị chết rất nhiều. Anh Vũ sai chém lầy đầu bêu lên ở cạnh đường suốt từ quan Bình Lỗ đến sông Nam Hán.
Sau đó Thân Lợi tiếp tục bại trận, các thuộc hạ chủ yếu của ông gồm thủ lĩnh châu Vạn Nhai là Dương Mục và thủ lĩnh động Kim Kê là Chu Ái bị Đỗ Anh Vũ bắt sống, đóng cũi giải về Thăng Long. Thân Lợi chỉ chạy thoát một mình về châu Lục Lệnh.
Ngày 1 tháng 10 năm 1141, Đỗ Anh Vũ mang quân đánh châu Lục Lệnh. Thân Lợi bại trận, thuộc hạ của ông hơn 2.000 người bị bắt. Ông trốn sang châu Lạng thì bị Thái phó Tô Hiến Thành bắt được, giao cho Anh Vũ đóng cũi giải về Thăng Long.
Sau đó triều đình giao cho quan Đình úy xét tội Thân Lợi. Án xét xong, vua Lý Anh Tông ngự điện Thiên Khánh xử tội Thân Lợi và những người đồng mưu, 20 người đều bị xử chém. 
Thân Lợi khởi binh được một năm, từ tháng 10 năm 1140 đến tháng 10 năm 1141 thì thất bại. Sách Đại Việt sử lược chép cuộc nổi dậy của ông nổ ra sớm hơn và ông bị xử tử năm 1139. Ngoài 20 người thuộc hạ thân tín của ông bị xử chém, có 400 người bị xử án lưu đày. Đến cuối năm 1142, Thái phó Tô Hiến Thành dẫn việc nhân của đời vua Nghiêu, Thuấn, nên tha tội cho những người bị xử lưu đày. Lý Anh Tông nghe theo, tha tội cho những người đồng đảng bị tội lưu đày của Thân Lợi. Nhà Lý vẫn tiếp tục áp dụng chính sách vừa đàn áp vừa phủ dụ để tạo ra sự quy thuận đối với vùng biên, đảm bảo an ninh quốc gia Đại Việt. Cuộc khởi nghĩa Thân Lợi được các sử gia đánh giá là mốc đánh dấu phản ánh những bất ổn trong đời sống xã hội và sự khống chế miền biên của nhà Lý bắt đầu suy yếu, làm cho nhà Lý rơi vào khủng hoảng.